# Michal Rada
Michal Rada (* 25. Mai 2007 in Budweis) ist ein tschechischer Sprinter und Hürdenläufer, der sich auf die 400-Meter-Distanz spezialisiert hat. Seine Zwillingsschwester Nina Radová ist ebenfalls als Leichtathletin aktiv.

## Sportliche Laufbahn
Erste Erfahrungen bei internationalen Meisterschaften sammelte Michal Rada beim Europäischen Olympischen Jugendfestival (EYOF) 2023 in Maribor, bei dem er in der Vorrunde im 400-Meter-Hürdenlauf disqualifiziert wurde und mit der tschechischen Sprintstaffel (1000 Meter) im Vorlauf nicht ins Ziel kam. Anschließend schied er bei den U20-Europameisterschaften in Jerusalem mit 52,57 s im Halbfinale über 400 m Hürden aus. Im Jahr darauf siegte er in 49,42 s bei den U18-Europameisterschaften in Banská Bystrica und gewann bei den U20-Weltmeisterschaften in Lima in 49,30 s die Silbermedaille. 2025 siegte er bei den U20-Europameisterschaften in Tampere mit neuem Meisterschaftsrekord von 48,78 s im Hürdenlauf sowie in 3:05,79 min auch mit der 4-mal-400-Meter-Staffel.

## Persönliche Bestzeiten
- 400 Meter: 46,51 s, 18. August 2024 in Prag
  - 400 Meter (Halle): 49,79 s, 22. Januar 2023 in Prag
- 300 m Hürden: 35,33 s, 9. Mai 2025 in Prag (nationale Bestleistung)
- 400 m Hürden: 48,78 min, 9. August 2025 in Tampere (tschechischer U20-Rekord)